# Hymenaster sacculatus
Hymenaster sacculatus är en sjöstjärneart som beskrevs av Percy Sladen 1882. Hymenaster sacculatus ingår i släktet Hymenaster och familjen knubbsjöstjärnor. Inga underarter finns listade i Catalogue of Life.